# Milan, Ohio
Milan là một làng thuộc quận Erie, tiểu bang Ohio, Hoa Kỳ. Năm 2010, dân số của làng này là 1367 người.

## Dân số
- Dân số năm 2000: 1445 người.
- Dân số năm 2010: 1367 người.
- Dân số năm 2015: 1347 người
- Dân số năm 2020: 1359 người